# Nasi (religie)
Nasi (נָשִׂיא) is een Hebreeuwse titel die prins betekent in het oude Hebreeuws, maar ook voorzitter in modern Ivriet.
Historisch gezien was de Nasi de voorzitter van het Sanhedrin.